# 植物誌 (イルカのアルバム)
『植物誌』（しょくぶつし）は、1977年4月にフォークシンガーのイルカがリリースした3枚目のオリジナル・アルバムである。『雨の物語』（作詞・作曲:伊勢正三）,『バラのお嬢さん』（作曲:西岡たかし）を除いて、イルカ自身が作詞・作曲をした。録音はアメリカのロサンゼルスで同年2月3日から16日に行われた。

## 解説
オリコンでは初めての1位を獲得するなど、イルカのアルバムでは最高のセールスを記録している。
1991年にCD化され、1994年にCD選書として再リリースされた。

## 収録曲
記載以外は、全て詞・曲イルカ

### SIDE A
1. しあわせ
2. 私の庭から
3. 心はプラス
4. あしたの君へ
5. 植物誌
6. タンチョウの詩

### SIDE B
1. 気ばらしのドライブ
2. 雨の物語　作詞:伊勢正三／作曲:伊勢正三
3. 孤独な歌人
4. バラのお嬢さん　作曲:西岡たかし
5. スカーフ
6. 小さな子守唄

編曲は木田高介・石川鷹彦

## ミュージシャン
- Vocal & Guitar: イルカ
- Keyboard: Craig Doerge
- Drums: Russel Kunkell,Mike Baird
- Bass: Leland Skalar,Chuck Domanica
- Guitar: Fred Tachett, David Cohen, 石川鷹彦
- Fiddle, Slide Guitar, Mandolin: David Lindly
- Latin Percussion: Steve Forman
- Harp: Arthur Gerst
- Sax, Vibraphone, H.Organ, Flute:木田高介